# ناپتون آن د هیل
ناپتون آن د هیل (به انگلیسی: Napton-on-the-Hill) یک روستا و محله مدنی در بریتانیا است که در Stratford-on-Avon واقع شده‌است. ناپتون آن د هیل ۱٬۱۴۴ نفر جمعیت دارد.